# Historia Amber
Historia Amber (Amber’s story) – amerykański dramat. Oparty został na autentycznych wydarzeniach.

## Główne role
- Elisabeth Röhm - Donna Whitson
- Teryl Rothery - Sharon Timmons
- Myron Natwick - Glen Park
- Sophie Hough - Amber Hagerman
- Jodelle Ferland - Nichole Taylor Timmons
- Zak Ludwig - Ricky Hagerman
- Tim Henry - Jimmie Whitson
- Karen Austin - Glenda Whitson
- Antony Holland - George Redden
- Michael Adamthwaite - Policjant Perry
- Greg Michaels - Detektyw Griffin
- Malcolm Scott - Detektyw Cooper
- Mitchell Kosterman - Detektyw Stevens
- Claude Knowlton - Detektyw Davis